# موندراگون کورپوریشن
موندراگون کورپوریشن (انگلیسی: Mondragon Corporation) تعاونی کارگری اسپانیایی است، که در سال ۱۹۵۶ تأسیس شد. 